# Jules Liégeois
Pour les articles homonymes, voir Liégeois.

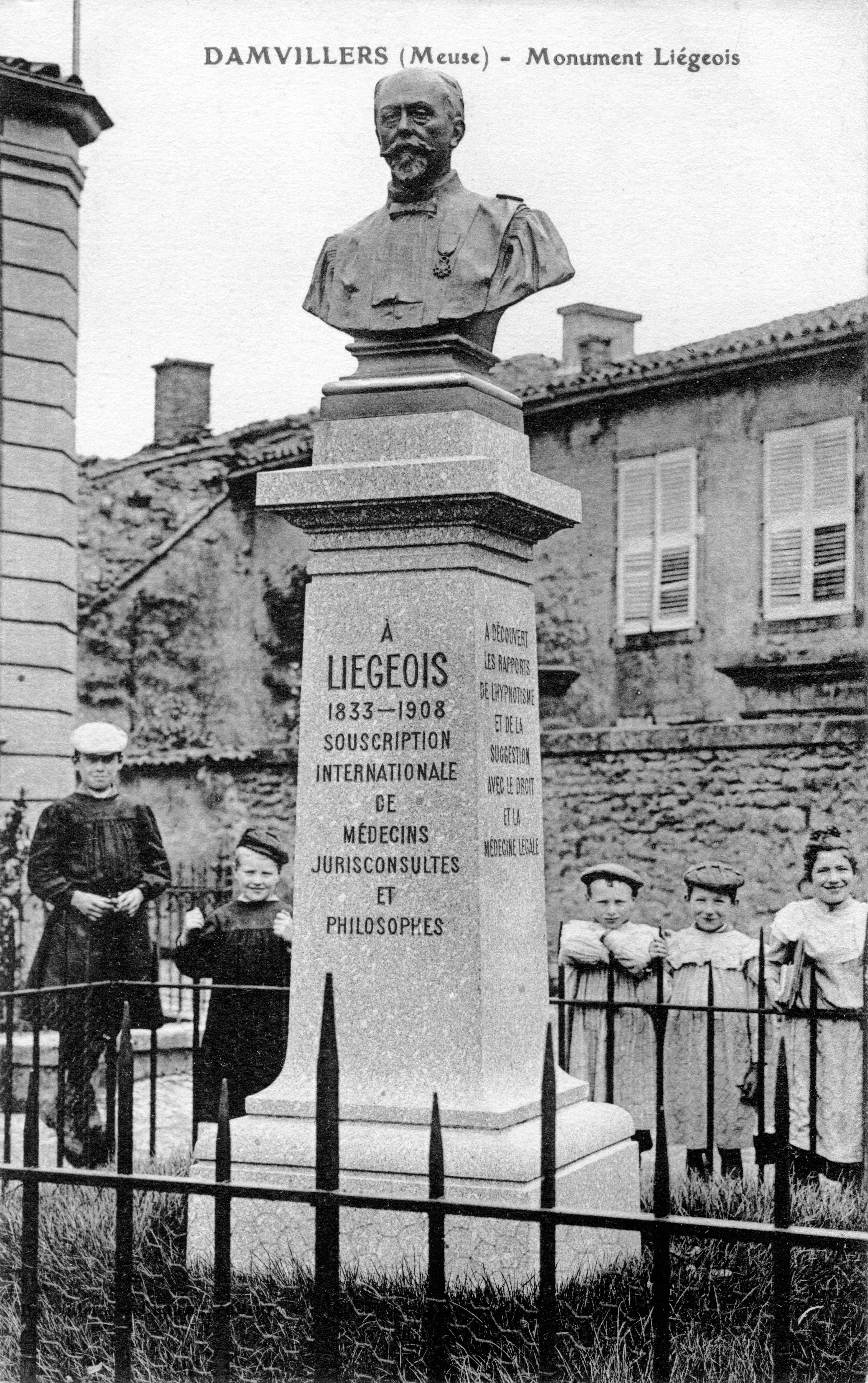
Buste original en bronze de Liégeois de Bussière, érigé à Damvillers en 1909.

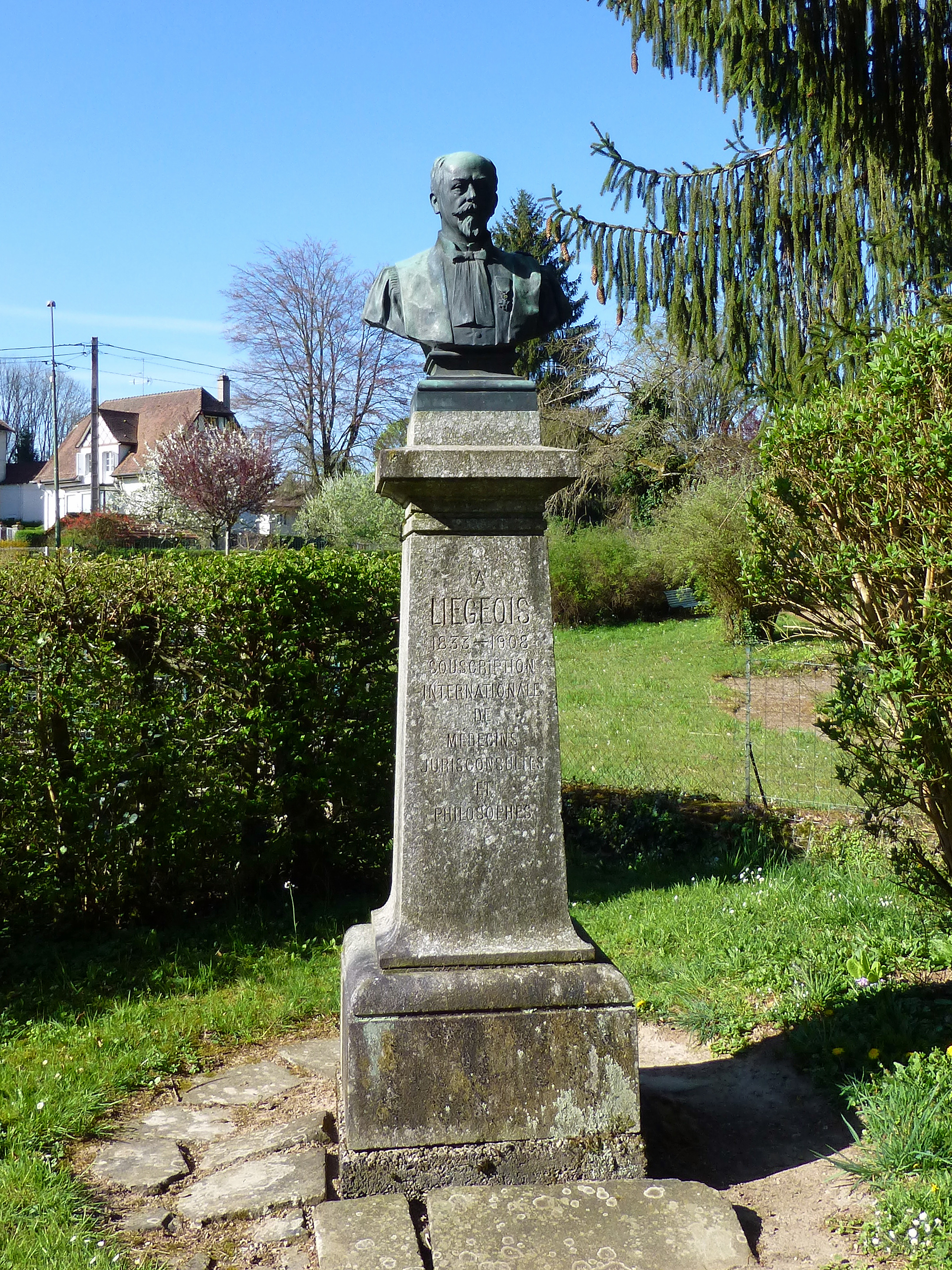
Buste original en bronze de Liégeois de Bussière, érigé à Bains-les-Bains en 1909.

Jules Joseph Liégeois (Damvillers, 30 novembre 1833 - Bains-les-Bains, 14 août 1908) est un juriste français membre de l'École de Nancy, connu pour ses travaux sur l'hypnose et les suggestions criminelles.

## Biographie

### Famille
Fils de Joseph-Martin Liégeois (1797-1854) et d'Anne-Rosalie Liégeois (1810-1890), née Tabutiaux, Jules Joseph Liégeois est né à Damvillers, Meuse, le 30 novembre 1833. Il épousa Hélène Marie Henriette Peiffer (1842-1935) en 1867. Ils eurent deux enfants.
Jules Liégeois voit le jour dans une famille aisée ; son père, descendant de Regnault d'Hoffelize (Vic-sur-Seille) par Gérard Liégeois de Laneuville-sur-Meuse, selon Jeantin (Manuel de la Meuse), est notaire à Damvillers.

### Juriste
Il soutient une thèse de doctorat en droit, intitulée Du prêt à intérêt en droit romain et en droit français à l'université de Nancy en 1863 
Il devient successivement attaché à la préfecture de la Meuse (1851-1854), chef de cabinet du préfet de la Meurthe (1854-1866). Il est durant quelques mois sous-chef de cabinet au ministère de l'Intérieur, avant d'être nommé professeur de droit administratif à Nancy (1865-1904), puis devient professeur honoraire en 1904.

### Hypnose
C'est là qu'il rencontrera Hippolyte Bernheim, Ambroise-Auguste Liébeault, et Henri Beaunis. Avec eux, il crée l'École de la suggestion, dite aussi « École de Nancy », spécialisée dans les recherches sur l’hypnose. Avec Bernheim et Beaunis, il effectue, en qualité de juriste, des expériences sur les suggestions criminelles. Il travaille également sur le somnambulisme et démontre que dans cet état, les suggestionnés peuvent commettre des crimes, des vols, des assassinats, sans avoir leur libre conscience.

### La mort
Jules Liégeois était un fidèle curiste des eaux thermales de Bains-les-Bains, où il meurt dans un accident d'automobile, le 15 août 1908.

## Œuvres
- 1858: De la Liberté de l'intérêt, Nancy: Grimblot.
- 1861: Du Prêt à intérêt, en droit romain et en droit français, Nancy: A. Lepage.
- 1863: Essai sur l'histoire et la legislation de l'usure, Paris: August Durand., Paris: August Durand.
- 1865: Des Rapports de l'économie politique avec le droit public et administratif, Paris: A. Marescq aîné.
- 1867: Des Attributions des conseils généraux, ou Explication pratique de la loi du 18 juillet 1866: Seconde édition, augmentée d'un Appendice contenant la circulaire de M. le ministre de l'Intérieur du 29 juillet 1867, Nancy: N. Collin.
- 1873a: "Origines et théories économiques de l’Association internationale des travailleurs (Nancy, 14 Decembre 1871)", Mémoires de l'Académie de Stanislas (1872), Vol.4, No.5 (1873), pp. 1-55.
- 1873b: (avec Louis Cabantous) Répétitions écrites sur le droit administratif: contenant l'exposé des principes généraux, leurs motifs et la solution des questions théoriques (Cinquième édition), Paris: A. Marescq Ainé.
- 1873c: De l'organisation départementale; ou, Commentaire de la loi du 10 août 1871 sur l'organisation et les attributions des conseils généraux et des commissions départementales, Paris: A. Marescq Ainé.
- 1877: "La Monnaie et le billet de banque (Séance Publique du 24 mai 1877)", Mémoires de l'Académie de Stanislas (1876), Vol.4, No.9 (1877), pp. XXXVII-LIX.
- 1878: Le Code civil et les droits des époux en matière de succession, Paris: Berger-Levrault et Cie.
- 1879: "Le Code civil et les droits des époux en matière de succession", Mémoires de l'Académie de Stanislas (1878), Vol.4, No.11 (1879), pp. 95-130.
- 1881a: "Projet de création d’une caisse de prévoyance des fonctionnaires civils", Revue Générale d’Administration (Janvier-Avril 1881), Vol.7, (1 January 1881), pp. 5-25.
- 1881b: Le Tarif des douanes et le prix du blé, Nancy: Imprimerie Berger-Levrault et Cie.
- 1882a: "La Question Monétaire, ses Origines et son État actuel", Mémoires de l'Académie de Stanislas (1881), Vol.4, No.14 (1882), pp. 168-203.
- 1882b: "Le Tarif des douanes et le prix du blé", Mémoires de l'Académie de Stanislas (1881), Vol.4, No.14 (1882), pp. 204-243.
- 1882c: (avec Louis Cabantous) Répétitions écrites sur le droit administratif: contenant l'exposé des principes généraux, leurs motifs et la solution des questions théoriques (Sixième édition), Paris: A. Marescq Ainé.
- 1883: ("Au nom du Groupe de Nancy, Le President, Jules Liégeois, Nancy, le 20 mai 1883") "Lettre adressée à M. le Président du Conseil, Ministre de l’Instruction publique et des Beaux-Arts, à propos du projet de modification de la loi militaire", Revue Internationale de l'Enseignement Publiée par la Société de l'Enseignement supérieur ; 1883, Vol.5, pp. 666-672.
- 1884: De la suggestion hypnotique dans ses rapports avec le droit civil et le droit criminel: Mémoire lu à l'Académie des sciences morales et politiques (séances des 5, 19, 26 avril, 3 et 10 mai 1884), Paris: Alphonse Picard.
- 1886a: "Note: Vésication par suggestion hypnotique", Mémoires de l'Académie de Stanislas (1885), Vol.5, No.3 (1886), pp. 126-132.
- 1886b: "Note: Hypnotisme Téléphonique: Suggestions a grande distance", Mémoires de l'Académie de Stanislas (1885), Vol.5, No.3 (1886), pp. 133-142.
- 1886c: "Hypnotisme Téléphonique — Suggestions a grande distance", Revue de l'Hypnotisme Expérimental & Thérapeutique, Vol.1, No.1, (July 1886), pp. 19-24.
- 1886d: "De l'hypnotisme au point de vue médico-légal", Journal des Débats Politiques et Littéraires, 24 August 1886.
- 1886e: "Une suggestion à 365 jours", Journal des Débats Politiques et Littéraires, 1 November 1886.
- 1888a: "De la Suggestion et du Somnabulisme dans leurs Rapports avec Jurisprudence et la Médecine Légale", Revue de l'hypnotisme et de la Psychologie Physiologique, Vol.2, No.12, (June 1888), pp. 356-359.
- 1888b: "Des expertises médico-légales en matière d'hypnotisme: Recherche de l'auteur d'une suggestion criminelle", Revue de l'hypnotisme et de la Psychologie Physiologique, Vol.3, No.1, (July 1888), pp. 3-8.
- 1888c: "Un nouvel état psychologique", Revue de l'hypnotisme et de la Psychologie Physiologique, Vol.3, No.2, (August 1888), pp. 33-49.
- 1889a: De la Suggestion et du Somnambulisme dans leurs Rapports avec la Jurisprudence et la Médecine Légale, Paris: Octave Doin.
- 1889b: "Rapports de la Suggestion et du Somnambulisme avec la Jurisprudence et la Médecine Légale  —  La responsabilité dans les états hypnotiques", pp 244-278 in Berillion, Edgar (ed.), Premier Congrès International de l’Hypnotisme Expérimental et Thérapeutique: Tenu à l'Hôtel-Dieu de Paris, du 8 au 12 Août 1889, Paris: Octave Doin.
- 1890a: "Les coalitions de producteurs, les accaparements de stocks et l'article 419 du code pénal", Mémoires de l'Académie de Stanislas (1889), Vol.5, No.7 (1890), pp. 394-438.
- 1890b: "J. Delbœuf. Le magnétisme animal. A propos d'une visite à l'École de Nancy (critique de livre), Revue Philosophique de la France et de l'Étranger, Vol.29, (March 1890), pp. 314-319. JSTOR:41075212
- 1892a: "Hypnotisme et Criminalité", Revue Philosophique de la France et de l'Étranger, Vol.33, (January—June 1892), pp. 233-272. JSTOR:41075390
- 1892b: "L’Hypnotisme, la défense nationale et la société civile", Revue de l'hypnotisme et de la Psychologie Physiologique (1891-1892), Vol.6, (1892), pp. 298-304.
- 1893: "Der Fall Chambige vor dem Schwurgerichtshof in Constantine (Algier) 1888. Eine Studie zur criminellen Psychologie" ('L'affaire Chambige devant la cour d'assises de Constantine (Alger) 1888. Étude de psychologie criminelle'), Zeitschrift für Hypnotismus, Suggestionstherapie, Suggestionslehre und verwandte psychologische Forschungen, Vol 1, No.6, (April 1893), pp. 212-216, Vol 1, No.7, (April 1893), pp. 234-238.
- 1894: "L’affaire Chambige (étude de psychologie criminelle)", Revue de l'Hypnotisme et de la Psychologie Physiologique, Vol.8, No.8, (February 1894), pp. 234-240.
- 1897: "La question des suggestions criminelles: ses origines — son état actuel", Revue de l'Hypnotisme et de la Psychologie Physiologique, Vol.12, No.4, (October 1897), pp. 97-104.
- 1898a: "L'hypnotisme et les Suggestions Criminelles", Reports: Congrès International de Neurologie, de Psychiatrie, d'Electricité médicale & d'Hypnologie (Première Session: Tenue a Bruxelles du 14 Au au 21 Septembre 1897), Fas.1, (17 Septembre 1897), pp.191-224.
- 1898b: "La question des suggestions criminelles: ses origines — son état actuel", Journal de Neurologie, Vol.3, No.2, pp 22-49.
- 1898c: "Les suggestions hypnotiques criminelles: dangers et remedies", Revue de l'Hypnotisme et de la Psychologie Physiologique, Vol.12, No.7, (January 1898), pp. 203-211; No.8, (February 1898), pp. 236-243; No.9, (March 1898), pp. 273-279; No.10, (April 1898), pp. 311-318.

## Distinctions et hommages
- Il reçoit en 1904 la croix de chevalier de la Légion d'honneur, sur contingent du ministère de l'instruction publique et des beaux-arts[5].
- Il est membre correspondant de l'Académie des sciences morales et politiques (1899)[6].
- À Damvillers :
  - Une place porte son nom.
  - Un monument à sa mémoire, avec un buste de bronze, est érigé en 1909. Pendant l'occupation du Nord-Est de la France par l'Allemagne pendant la Première Guerre mondiale, il est déboulonné par les autorités allemandes et fondu. En 1997, un nouveau buste est installé sur le piédestal de pierre d'origine[7].
- Un monument à sa mémoire dans le parc de l'établissement thermal de Bains-les-Bains[8].